# لوولین پارک
لوولین پارک (به انگلیسی: Llewellyn Park) یک منطقهٔ مسکونی در ایالات متحده آمریکا است که در اورنج غربی، نیوجرسی واقع شده‌است. لوولین پارک ۹۷ متر بالاتر از سطح دریا واقع شده‌است.